# Número irracional

La constante matemática π, expresada en su forma decimal.

Diez mil primeras cifras decimales del número.

En matemáticas, un número irracional (denotado por I o por {\displaystyle \mathbb {I} }) es un valor que no puede ser expresado como una fracción m/n, donde {\displaystyle m,n\in \mathbb {Z} } y {\displaystyle n\neq 0}. Es cualquier número real que no es racional, y su expresión decimal no es ni exacta ni periódica.
Un decimal infinito (es decir, con infinitas cifras) aperiódico, como √7 = 2,64575131106459059050161... no puede representar un número racional. A tales números se les nombra "números irracionales". Esta denominación significa la imposibilidad de representar dicho número como razón de dos números enteros. El número pi π, número e y el número áureo (φ) son otros ejemplos de números irracionales.

## Historia

### Antigua Grecia
La primera prueba de la existencia de los números irracionales suele atribuirse a un Pitagórico (posiblemente Hípaso de Metaponto), quien probablemente los descubrió mientras identificaba los lados del pentagrama.
El método pitagórico entonces vigente habría afirmado que debía existir alguna unidad indivisible suficientemente pequeña que pudiera encajar uniformemente tanto en una de estas longitudes como en la otra. Sin embargo, Hipaso, en el siglo V a. C., fue capaz de deducir que en realidad no existía ninguna unidad de medida común, y que la afirmación de tal existencia era en realidad una contradicción. Lo hizo demostrando que si la hipotenusa de un triángulo rectángulo isósceles era efectivamente conmensurable con un cateto, entonces una de esas longitudes medidas en esa unidad de medida debía ser par e impar, lo cual es imposible. Su razonamiento es el siguiente:
- Partimos de un triángulo rectángulo isósceles con longitudes laterales de enteros a, b y c. La relación entre la hipotenusa y un cateto está representada por c:b.
- Supongamos que a, b y c están en los términos más pequeños posibles (es decir no tienen factores comunes).
- Por el Teorema de Pitágoras: c2 = a2+b2 = b2+b2 = 2b2. (Como el triángulo es isósceles, a = b).
- Como c2 = 2b2, c2 es divisible por 2, y por tanto par.
- Como c2 es par, c debe ser par.
- Como c es par, dividiendo c por 2 se obtiene un entero. Sea y este entero (c = 2y).
- Elevando al cuadrado ambos lados de c = 2y se obtiene c2 = (2y)2, o c2 = 4y2.
- Sustituyendo 4y2 por c2 en la primera ecuación (c2 = 2b2) nos da 4y2= 2b2.
- Dividiendo por 2 nos da 2y2 = b2.
- Como y es un entero, y 2y2 = b2, b2 es divisible por 2, y por tanto par.
- Como b2 es par, b debe ser par.
- Acabamos de demostrar que tanto b como c deben ser pares.   Por lo tanto, tienen un factor común de 2. Sin embargo, esto contradice la suposición de que no tienen factores comunes.  Esta contradicción demuestra que c y b no pueden ser enteros, y por tanto la existencia de un número que no puede expresarse como cociente de dos enteros.[5]

Los  matemáticos griegos denominaron a esta relación de magnitudes inconmensurables alogos, o inexpresable. Hipaso, sin embargo, no fue alabado por sus esfuerzos: según una leyenda, hizo su descubrimiento mientras estaba en el mar, y posteriormente fue arrojado por la borda por sus compañeros pitagóricos "... por haber producido un elemento en el universo que negaba la... doctrina de que todos los fenómenos en el universo pueden reducirse a números enteros y sus proporciones." Otra leyenda afirma que Hipaso fue simplemente exiliado por esta revelación. Cualquiera que fuera la consecuencia para el propio Hipaso, su descubrimiento planteó un problema muy serio a las matemáticas pitagóricas, ya que echó por tierra la suposición de que el número y la geometría eran inseparables, un fundamento de su teoría.
El descubrimiento de los cocientes inconmensurables era indicativo de otro problema al que se enfrentaban los griegos: la relación de lo discreto con lo continuo. Esto fue puesto de manifiesto por Zenón de Elea, que cuestionó la concepción de que las cantidades son discretas y están compuestas por un número finito de unidades de un tamaño determinado. Las concepciones griegas anteriores dictaban que necesariamente debían serlo, pues "los números enteros representan objetos discretos, y una razón conmensurable representa una relación entre dos colecciones de objetos discretos", pero Zenón descubrió que, de hecho, "[las cantidades] en general no son colecciones discretas de unidades; por eso aparecen relaciones de [cantidades] inconmensurables... .[L]as cantidades son, en otras palabras, continuas". Lo que esto significa es que, contrariamente a la concepción popular de la época, no puede haber una unidad de medida indivisible y más pequeña para ninguna cantidad. Que, de hecho, estas divisiones de la cantidad deben ser necesariamente infinitas. Por ejemplo, consideremos un segmento de línea: este segmento puede dividirse por la mitad, esa mitad dividirse por la mitad, la mitad de la mitad por la mitad, y así sucesivamente. Este proceso puede continuar infinitamente, ya que siempre hay otra mitad que dividir. Cuantas más veces se divide el segmento por la mitad, más se acerca la unidad de medida a cero, pero nunca llega exactamente a cero. Esto es precisamente lo que pretendía demostrar Zenón. Intentó demostrarlo formulando las cuatro paradojas, que demostraban las contradicciones inherentes al pensamiento matemático de la época. Aunque las paradojas de Zenón demostraban con precisión las deficiencias de las concepciones matemáticas vigentes, no se consideraban una prueba de la alternativa. En la mente de los griegos, refutar la validez de un punto de vista no demostraba necesariamente la validez de otro, por lo que había que seguir investigando.
El siguiente paso fue dado por Eudoxo de Cnido, que formalizó una nueva teoría de la proporción que tenía en cuenta tanto las cantidades conmensurables como las inconmensurables. Su idea se basaba en la distinción entre magnitud y número. Una magnitud "...no era un número, sino que representaba entidades como segmentos de línea, ángulos, áreas, volúmenes y tiempo que podían variar, como diríamos, continuamente. Las magnitudes se oponían a los números, que saltaban de un valor a otro, como de 4 a 5". Los números se componen de alguna unidad más pequeña e indivisible, mientras que las magnitudes son infinitamente reducibles. Dado que no se asignaban valores cuantitativos a las magnitudes, Eudoxo pudo entonces dar cuenta tanto de las razones conmensurables como de las inconmensurables definiendo una razón en términos de su magnitud, y la proporción como una igualdad entre dos razones. Al eliminar los valores cuantitativos (números) de la ecuación, evitó la trampa de tener que expresar un número irracional como un número. "La teoría de Eudoxo permitió a los matemáticos griegos realizar enormes progresos en geometría al proporcionar el fundamento lógico necesario para las proporciones inconmensurables". Esta inconmensurabilidad se trata en los Elementos de Euclides, Libro X, Proposición 9. No fue hasta que Eudoxo desarrolló una teoría de la proporción que tenía en cuenta tanto los cocientes irracionales como los racionales cuando se creó un sólido fundamento matemático de los números irracionales.
Como resultado de la distinción entre número y magnitud, la geometría se convirtió en el único método que podía tener en cuenta las relaciones inconmensurables. Dado que los fundamentos numéricos anteriores seguían siendo incompatibles con el concepto de inconmensurabilidad, el enfoque griego se alejó de aquellas concepciones numéricas como el álgebra y se centró casi exclusivamente en la geometría. De hecho, en muchos casos las concepciones algebraicas se reformularon en términos geométricos. Esto puede explicar por qué todavía concebimos x2 y x3 como x al cuadrado y x al cubo en lugar de x a la segunda potencia y x a la tercera potencia. También fue crucial para el trabajo de Zenón con las magnitudes inconmensurables el enfoque fundamental en el razonamiento deductivo que resultó de la ruptura fundacional de la matemática griega anterior. La constatación de que algún concepto básico de la teoría existente no concordaba con la realidad exigía una investigación completa y exhaustiva de los axiomas y supuestos en los que se basaba dicha teoría. A partir de esta necesidad, Eudoxo desarrolló su método de agotamiento, una especie de reductio ad absurdum que "...estableció la organización deductiva sobre la base de axiomas explícitos..." así como "...reforzó la decisión anterior de confiar en el razonamiento deductivo para la demostración". Este método de agotamiento es el primer paso en la creación del cálculo.
Teodoro de Cirene demostró la irracionalidad de la raíz enésima de los números enteros hasta 17, pero se detuvo ahí probablemente porque el álgebra que utilizó no podía aplicarse a la raíz cuadrada de 17.
Dado que en la práctica de medir la longitud de un segmento de recta solo puede producir como resultado un número fraccionario, en un inicio, los griegos identificaron los números con las longitudes de los segmentos de recta.
Al identificar del modo mencionado, surge la necesidad de considerar una clase de números más amplia que la de los números fraccionarios. Se atribuye a Hípaso de Metaponto perteneciente a un grupo de matemáticos pitagóricos de la existencia de segmentos de recta inconmensurables con respecto a un segmento que se toma como unidad en un sistema de medición. Pues, existen segmentos de recta cuya longitud medida en este sistema no es un número fraccionario.
Por ejemplo, en un cuadrado, la diagonal de este es inconmensurable con respecto a sus lados. Este hecho ocasionó una convulsión en el mundo científico antiguo. Provocó una ruptura entre la geometría y la aritmética de aquella época, ya que esta última, por entonces, se sustentaba en la teoría de la proporcionalidad, la cual solo se aplica a magnitudes conmensurables.
Intentaron salvar el obstáculo distinguiendo entre el concepto de número y el de longitud de un segmento de recta, y tomaron estos últimos como elementos básicos para sus cálculos. De tal modo, a los segmentos inconmensurables con respecto a la unidad tomada como patrón de medida les asignaron un nuevo tipo de magnitud: los números irracionales, los cuales por largo tiempo no se reconocieron como verdaderos números.

## Notación
No existe una notación universal para indicarlos, como {\displaystyle \mathbb {I} }, que sea generalmente aceptada. Las razones son que el conjunto de Números Irracionales no constituye alguna estructura algebraica, como sí lo son los naturales ({\displaystyle \mathbb {N} }), los enteros ({\displaystyle \mathbb {Z} }), los racionales ({\displaystyle \mathbb {Q} }), los reales ({\displaystyle \mathbb {R} }) y los complejos ({\displaystyle \mathbb {C} }), por un lado, y que la {\displaystyle \mathbb {I} } es tan apropiada para designar al conjunto de números irracionales como al conjunto de números imaginarios, lo cual puede crear confusión. Fuera de ello,

{\displaystyle \mathbb {I} :=\mathbb {R} \backslash \mathbb {Q} =\{x\in \mathbb {R} |x\notin \mathbb {Q} \}}

## Clasificación
Los números irracionales son los elementos de la recta real que cubren los vacíos que dejan los números racionales, ya que muchas sucesiones de racionales tienen como límite un número que no es un número racional.
Los números irracionales son los elementos de la recta real que no pueden expresarse mediante el cociente de dos enteros y se caracterizan por poseer infinitas cifras decimales no periódicas. Puede definirse al número irracional como una fracción decimal no periódica infinita. En general, toda expresión en números decimales es solo una aproximación en números racionales al número irracional referido, y se dice con toda propiedad que el número √2 es aproximadamente igual a 1,4142135 en 7 decimales, o bien es igual a 1,4142135… donde los tres puntos hacen referencia a los decimales que faltan. Debido a ello, los números irracionales más conocidos son identificados mediante símbolos:
1. {\displaystyle \pi } (Número "pi" 3,14159...): razón entre la longitud de una circunferencia y su diámetro.
2. e (Número "e" 2,7182...): {\displaystyle \lim _{n\to +\infty }\left(1+{\frac {1}{n}}\right)^{n}}
3. {\displaystyle \Phi } (Número "áureo" 1,6180...): {\displaystyle {\frac {1+{\sqrt {5}}}{2}}}
4. las soluciones reales de x2 - 3 = 0; de x5 -7 = 0; de x3 = 11; 3x = 5; sen 7.º, etc[14]

Los números irracionales se clasifican en dos tipos:
1. Número algebraico: Son la solución de alguna ecuación algebraica y a veces se pueden representan por un número finito de radicales libres o anidados en algunos casos. Hay también números algebraicos que no pueden expresarse con sumas de productos o radicales, tal es el caso de las raíces del polinomio {\displaystyle x^{5}-6x+3}, ya que su grupo de Galois resulta no ser soluble;[n. 1] si {\displaystyle x} representa ese número, al eliminar radicales del segundo miembro mediante operaciones inversas, queda una ecuación algebraica de cierto grado. Todas las raíces no exactas de cualquier orden son irracionales algebraicos. Por ejemplo, el número áureo es una de las raíces de la ecuación algebraica {\displaystyle x^{2}-x-1=0}, por lo que es un número irracional algebraico.
2. Número trascendente: No son solución de ningún polinomio con coeficientes racionales; provienen de las llamadas funciones trascendentes (trigonométricas, logarítmicas y exponenciales, etc.) También surgen al escribir números decimales no periódicos al azar o con un patrón que no lleva periodo definido, respectivamente, como los dos siguientes:

{\displaystyle \ 0,193650278443757}...
{\displaystyle \ 0,101001000100001}...
Los llamados números trascendentes tienen especial relevancia ya que no pueden ser solución de ninguna ecuación algebraica. Los números pi y e son irracionales trascendentes.
Los números irracionales no son numerables, es decir, no pueden ponerse en biyección con el conjunto de los números naturales. Por extensión, los números reales tampoco son numerables ya que incluyen el conjunto de los irracionales.

## Propiedades
- Sean las expresiones {\displaystyle k+l\kappa =m+n\kappa } donde {\displaystyle k,l,m,n\in Q;\kappa \in R-Q=Q^{c}},  implica que {\displaystyle k=m,l=n} [15]
- La suma y la diferencia de un número racional y de un número irracional es un número irracional:{\displaystyle a\in Q,b\in Q^{c}\implies a\pm b\in Q^{c}}
- El inverso aditivo de un número irracional es un número irracional: {\displaystyle a\in Q^{c}\implies -a\in Q^{c}}
- El producto de un racional diferente de cero por un irracional es un número irracional:{\displaystyle a\in Q,b\in Q^{c}\implies a\cdot b\in Q^{c}}
- El cociente entre un racional no nulo y un irracional, es un número irracional:{\displaystyle a\in Q;b\in Q^{c}\implies a\cdot b^{-1}={\frac {a}{b}}\in Q^{c}}
- El inverso de un número irracional es número irracional:{\displaystyle a\in Q^{c}\implies a^{-1}\in Q^{c}}
- Sea un binomio, formado por un racional más un radical de segundo orden, o la suma de dos radicales de segundo orden, que es irracional. Entonces su conjugado es irracional.
- Los valores de logaritmos vulgares o naturales y los valores de las razones trigonométricas, la inmensa mayoría no numerable, son irracionales.
- El número de Gelfond (2√2) es un número irracional trascendente[16]
- La raíz cuadrada de un número natural no cuadrado perfecto es un número irracional; también lo es la raíz enésima de un natural p que no es potencia enésima perfecta.
- Entre dos racionales distintos, existe por lo menos, un número irracional[17]
- Las razones trigonométricas de un ángulo son irracionales, excepcionalmente, una de ellas en el caso de que dos de los lados del triángulo rectángulo sean racionales.[17]
- La medida de Lebesgue de cualquier intervalo cerrado del tipo {\displaystyle \scriptstyle [a,b]\cap \mathbb {I} \subset \mathbb {R} } es igual a la medida b-a. Eso implica que si existiera un procedimiento para seleccionar al azar un número de dicho intervalo, con probabilidad 1 el número obtenido sería irracional.
- Cualquier número irracional que está en un intervalo abierto de números reales es punto de acumulación de los números reales de tal intervalo, como de los números irracionales del mismo. Por ejemplo: √5 es punto de acumulación de los números reales del intervalo K = <1;4>, como también de los números irracionales de K.[18]
- El conjunto de los números irracionales es equivalente (tienen el mismo cardinal)  al conjunto de los números reales.[19]

## Ejemplos

### Irracionales entre 0 y 1
- La Constante de Champernowne: C10 = 0,12345678...
- La Constante de Copeland-Erdős: {\displaystyle \varkappa } = 0,23571113…
- La Constante de Prouhet-Thue-Morse: {\displaystyle \tau } = 0.41245403...
- La Constante Omega: {\displaystyle \Omega } = 0.56714329...
- La Constante de Cahen: {\displaystyle \xi } = 0.64341054...
- El Número de Dottie: {\displaystyle \delta } = 0.73908513...
- La Constante de Gauss: {\displaystyle G} = 0.83462684...
- La Constante de Catalan: {\displaystyle G} = 0.91596559...

### Irracionales entre 1 y 2
- La Constante de Viswanath: {\displaystyle f} = 1,13198824...
- La Constante de Apéry: ζ = 1.20205690...
- Número plástico: ρ = 1.32471795...
- Super Razón Áurea: {\displaystyle \psi } = 1.46557123...
- Producto de Wallis: {\displaystyle {\frac {\pi }{2}}} = 1,57079632...
- Constante de Niven: {\displaystyle \aleph } = 1,70521114...
- Constante de Tribonacci: {\displaystyle \phi _{3}} = 1,83928675...
- Constante de Brun: {\displaystyle B_{2}} = 1,90216057...

### Irracionales entre 2 y 3
- La Constante Universal Parabólica: {\displaystyle F_{\beta }} = 2,29558714...
- Ángulo Áureo: {\displaystyle b} = 2,39996322...
- Numero de Plata: {\displaystyle \delta _{S}} = 2,41421356...
- Constante Lemniscata:{\displaystyle \varpi } = 2,62205755...
- Constante de Fransén-Robinson: {\displaystyle F} = 2,80777024...